# Ilford Delta

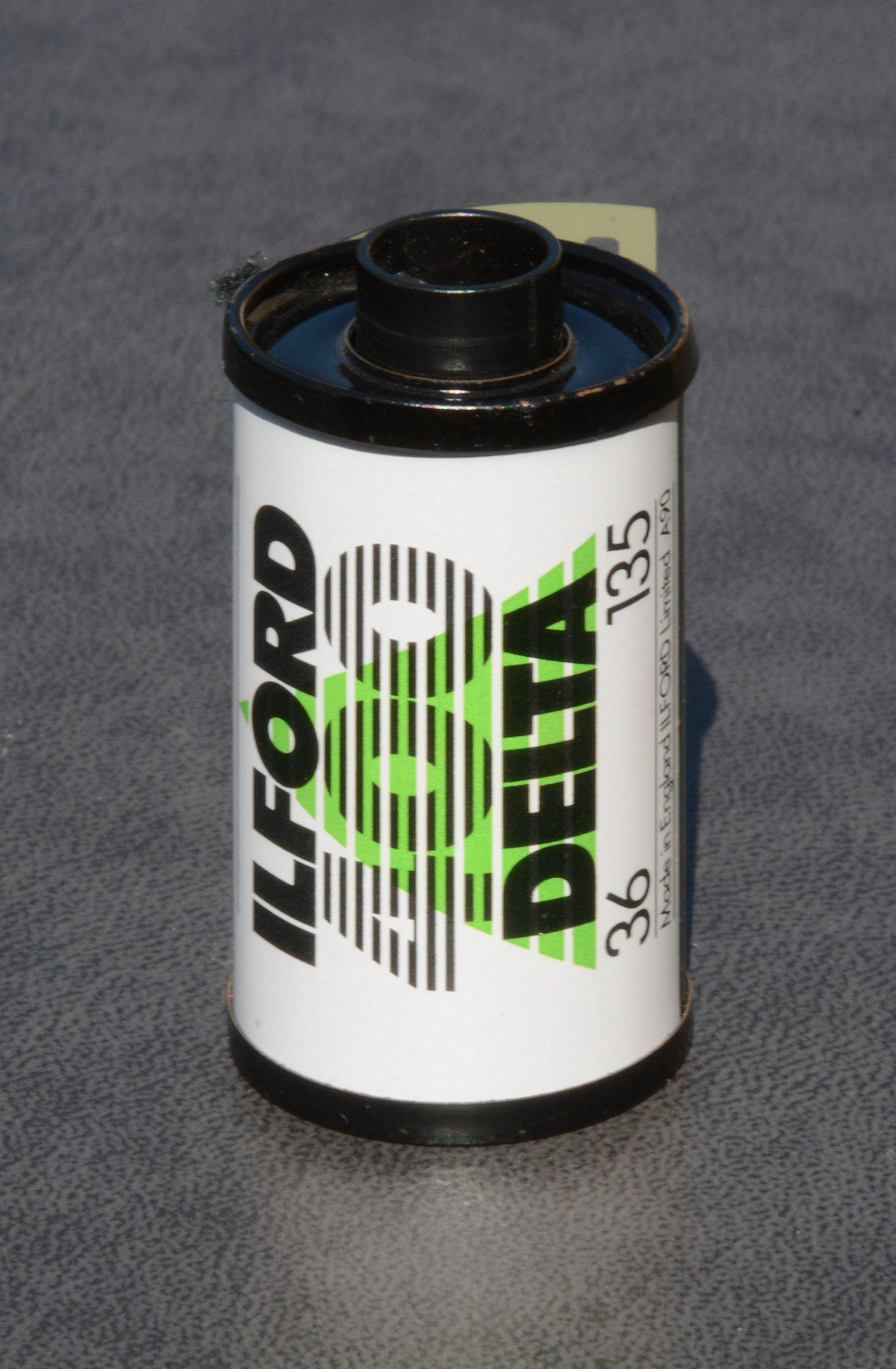
Ilford Delta 400

Ilford Delta è una serie di pellicole fotografiche prodotte da Harman Technology Limited. Le pellicole Delta sono pellicole a grana tabulare per fotografie in bianco e nero.
Ilford consiglia le Delta 100 e 400 come sostituto delle Agfa APX100 e APX400.